# Крогиус, Николай Владимирович
Николай Владимирович Крогиус (22 июля 1930, Саратов — 14 июля 2022, Нью-Йорк, Нью-Йорк) — советский и российский шахматист, учёный, деятель советского и международного шахматного движения, международный гроссмейстер (1964) и международный арбитр (1985). Шахматный теоретик. Член исполкома (с 1982) и вице-президент (1986—1990) ФИДЕ. Начальник управления шахмат Госкомспорта СССР (1981—1989) и заместитель председателя шахматной федерации СССР (1981—1990). Тренер чемпиона мира по шахматам Б. Спасского (1967—1973). Доктор психологических наук (1980).
С 1998 года проживал с семьёй в США, являлся гражданином США, сохраняя вместе с тем и гражданство России.

## Происхождение
Николай Крогиус родился 22 июля 1930 года в Саратове в семье интеллигентов, имевших немецкие и скандинавские корни. С детства отличался основательным, вдумчивым, педантичным характером. Его отец Владимир Людвигович Бреннерт (1900—1985) был художником, мать Елена Августовна Крогиус (1912—1991) много лет преподавала на химическом факультете Саратовского государственного университета, потом работала в НИИ стекла.
Дед по матери Август Адольфович Крогиус (1871—1933), основоположник российской тифлопсихологии, доктор медицины, в 1919—1930 годах преподавал философию в Саратовском государственном университете им. Н. Г. Чернышевского, заведовал кафедрой психологии Саратовского педагогического института, с 1930 года работал на дефектологическом факультете Ленинградского государственного педагогического института им. А. И. Герцена.
Младший брат Георгий умер от болезни во младенчестве. После развода родителей Николая воспитывала мать, однако и с отцом он поддерживал дружелюбные отношения.

## Детские и юношеские годы
Азы грамоты Николай Крогиус осваивал в лучшей городской мужской школе № 19, которой руководил известный педагог Павел Акимович Ерохин. Из этой школы вышла целая плеяда будущих ученых, чиновников, деятелей искусства. Начало серьёзного увлечения шахматами совпало со Сталинградской битвой (1942). Свой первый в жизни комплект шахмат, будучи мальчишкой, в сентябре 1942 года приобрёл в обмен на табак в сельпо села Синодского Саратовской области, через которое проходил старинный тракт Казань-Астрахань (по тракту шли войска к Сталинграду). Первую шахматную книжку, авторства гроссмейстера Ефима Боголюбова, Николаю подарил товарищ. Под конец войны Крогиус уже занимался в городском дворце пионеров под началом С. Свечникова. Получив I разряд по шахматам, перешёл под тренерское крыло саратовского мастера и педагога Николая Аратовского. Занятия проходили в спортивном зале во дворе Дома учителя на улице Радищева. В 1947 году Крогиус выполнил норматив кандидата в мастера спорта, через год стал чемпионом России среди юношей. В 1952 году стал мастером спорта, в 1963 — международным мастером, в 1964 — международным гроссмейстером.

## Научная биография
В 1953 году Николай Крогиус окончил философский факультет Ленинградского государственного университета, где проявил интерес к психологии под влиянием своего учителя, выдающегося учёного Бориса Герасимовича Ананьева. Кандидатскую диссертацию защитил в 1969 году, докторскую диссертацию на тему «Познание людьми друг друга в конфликтной деятельности» — в 1980. Обе защиты состоялись на факультете психологии Ленинградского госуниверситета. С 1970 по 1980 год работал в Саратовском госуниверситете им. Н. Г. Чернышевского старшим преподавателем, доцентом, а с 1978 года — заведующим кафедрой психологии. Главная тема научных исследований — психология межличностного конфликта и способов его разрешения. В этом направлении Крогиус творчески отталкивался от трудов польского философа и психолога Т. Котарбинского. Сам Крогиус научным путём установил, что трудности, создаваемые противнику (сопернику) в конфликтной (конкурентной) деятельности, должны быть максимальными, поскольку любая, объективно не вынужденная уступка неизбежно усиливает потенциал другой стороны. Впервые обобщил приемы психологической борьбы в спорте, исследовал психологическую инициативу. Крогиус создатель новой отрасли в психологии — психологии шахматной игры, около 20 его книг и 150 статей посвящено непосредственно научным исследованиям. В отечественной психологии особенно высокую оценку получили монографии Крогиуса: «Личность в конфликте» (Саратов, 1980), «Психология шахматного творчества» (Москва, 1988).
Результаты исследований Крогиуса общепризнаны в мире, стали классикой отечественной психологии, представляют интерес для психологии менеджмента, организационной психологии, различных сфер практической психологии, являются ценным вкладом в современную гуманитарную психологию.
В декабре 1980 года в Госкомспорте СССР было создано Управление шахмат, на должность начальника которого экс-чемпион мира Тигран Петросян предложил Крогиуса, его кандидатура была одобрена в партийных инстанциях, особую роль сыграла поддержка заведующего отделом пропаганды ЦК КПСС Евгения Тяжельникова.
После переезда из Саратова в Москву в начале 1981 года почти 10 лет Крогиус состоял членом диссертационного совета по защите докторских диссертаций на факультете психологии Московского государственного университета. С 1981 года — начальник Управления шахмат Госкомспорта СССР (1981—1989), вице-президент Шахматной федерации СССР (1981—1990), заведующий кафедрой шахмат Государственного Центрального ордена Ленина института физкультуры (ГЦОЛИФК) (1981—1983). Член редколлегии журнала 64 — Шахматное обозрение. В 1990-е годы был главным научным сотрудником НИИ теории педагогики Академии педагогических наук СССР.

## Спортивные достижения
Чемпион РСФСР (1952, 1964). В составе команды РСФСР призёр Спартакиад народов СССР: 1-е место (1963, 1975), 2-е место (1967). Победитель командного чемпионата Европы (1965) в составе сборной команды СССР. Участник 7 чемпионатов СССР, лучшие результаты: 1958 — 9—11-е, 1961 — 9—10-е, 1964 — 8—9-е, 1967 — 7-е места. Лучшие результаты в международных соревнованиях: Плоешти (1957) — 3—4-е; Варна (1960, 1969) — 1—2-е и 1-е; турнир памяти М. Чигорина (Сочи, 1963, 1966 и 1973) — 3—4-е, 1964 — 1-е, 1965 и 1977 — 4-е, 1967 — 1—5-е; Будапешт (1965) — 4-е; Гавр (1966) — 2—3-е; Сараево (1968) — 3—4-е; Поляница-Здруй (1969) — 2—3-е; Гастингс (1970/197]) — 2—6-е места. Участник матчей РСФСР — Болгария (1957, 1961); СССР — Югославия (1958), РСФСР — Венгрия (1963). Чемпион России среди юношей (1948).
Начиная с 1991 года Крогиус принимал участие в нескольких чемпионатах мира среди ветеранов, проводившихся в Вёрисхофене и других городах южной Германии. Всегда был среди призёров, однажды разделил первое место с гроссмейстером Марком Таймановым, уступив ему чемпионство по дополнительным показателям. Призовые места Крогиус занял также на турнирах в Линце, Калманешти (Румыния) и Дюнкерке.
Крогиус — шахматист позиционного стиля, с логическим складом мышления. Имеет ряд теоретических разработок в области дебюта и миттельшпиля. Выдающийся аналитик. Работы Крогиуса по психологии шахмат изданы в Аргентине, Великобритании, Германии, Испании, США, ФРГ, Югославии. За достижения в области шахмат награждён орденом «Знак Почёта» (1981).

## Изменения рейтинга
| Графики недоступны из-за технических проблем. См. информацию на Фабрикаторе и на mediawiki.org. |

## Тренерская деятельность
Был тренером-секундантом чемпиона мира по шахматам Бориса Спасского на матчах за мировую корону с Тиграном Петросяном (1969, Москва) и Бобби Фишером (1972, Рейкьявик).

## Государственная и общественная деятельность

Начальник Управления шахмат Госкомспорта СССР, гроссмейстер Николай Крогиус в 1987 году

Как спортивный функционер, в 1981—1989 годах жёстко отстаивал интересы СССР и советских шахматистов в Международной шахматной федерации (ФИДЕ). В знаменитом противостоянии 1980-х Карпов — Каспаров симпатизировал Анатолию Карпову, с которым Крогиуса связывала также многолетняя дружба. В Госкомспорте СССР отличался авторитарным стилем руководства с упором на партийную и государственную дисциплину. В 1981—1991 годах состоял в КПСС.
Ранг спортивного чиновника высокого уровня в эпоху советского официоза накладывал серьёзные ограничения на дружеские связи Крогиуса, что осложнялось особенностями его педантичного характера. Наиболее близкие отношения связывали его с гроссмейстерами Михаилом Ботвинником, Василием Смысловым, Анатолием Карповым, Львом Полугаевским, Игорем Зайцевым, Виктором Купрейчиком, президентом Шахматной федерации СССР Виталием Севастьяновым, шахматным журналистом Александром Рошалём, международными арбитрами Виктором Батуринским, Виктором Шуваловым и Верой Тихомировой.
После обширного инфаркта, случившегося 8 сентября 1987 года прямо на рабочем месте в Центральном шахматном клубе СССР, вынужден был вскоре оставить государственную и общественную деятельность.

## Критика
Крогиуса, как начальника управления шахмат Госкомспорта СССР, упрекали в волюнтаристских решениях по поводу участия тех или иных советских шахматистов в международных соревнованиях за рубежом, в немотивированных отказах ряду шахматистов и тренеров, преимущественно еврейской национальности, в выезде за границу на спортивные мероприятия. В действительности участие советских шахматистов в зарубежных соревнованиях строго регулировалось установленной партийными инстанциями системой квот, обязательной для Госкомспорта СССР. Обойти систему квот или превысить квоту на выезд за рубеж было невозможно. Кроме того, ответственность за ряд нелицеприятных решений по персональным вопросам, принятие которых приписывалось Крогиусу, на самом деле несут первый зампред Госкомспорта СССР Николай Русак и курирующий зампред Госкомспорта СССР Вячеслав Гаврилин, а также анонимные функционеры из ЦК КПСС. Решения по персональным вопросам, связанные с выездом за границу, Крогиус также обязан был согласовать с оперативным сотрудником КГБ СССР, полковником Владимиром Кулешовым, куратором управления шахмат. Сам Крогиус, будучи не только спортивным чиновником, но прежде всего — гроссмейстером и тренером, тяжело переживал эти перипетии, что отразилось на его здоровье.

## После карьеры
В 1990-х годах Николай Крогиус был шахматным обозревателем газеты «Правда». Будучи высококлассным конфликтологом, в 1990—1999 годах консультировал ряд докторантов и аспирантов по ставшей актуальной теме; в том числе весьма основательно — своего ученика ещё по ГЦОЛИФКу, журналиста газеты «Правда» Игоря Ленского при подготовке кандидатской диссертации о методах урегулирования межнациональных конфликтов (М., Российская академия образования, 1998).
В сентябре 1998 года Крогиус переехал с семьёй в США, что отчасти было связано с необходимостью лечения жены от онкологического заболевания. С тех пор проживал в Статен-Айленде (Нью-Йорк), получил американское гражданство, оставаясь гражданином России.
Проживая в США, Крогиус регулярно публиковался в научных сборниках Саратовского государственного университета, журнале «Волга».
Совместно с гроссмейстером Львом Альбуртом в 2000 году Крогиус выпустил учебник по эндшпилю, признанный лучшей шахматной книгой года в США. В 2011 году в издательстве «Феникс» вышла мемуарная книга Крогиуса «Шахматы. Игра и жизнь». В 2014 году вышла в свет книга воспоминаний Крогиуса «Записки гроссмейстера», охватывающая четыре десятилетия его спортивной, тренерской и общественно-государственной деятельности в СССР, в которой он впервые касается ранее никогда не публиковавшихся подробностей советской шахматной жизни и матчей между Карповым и Каспаровым.
Всего Крогиус написал более 30 книг, изданных в СССР, России, Германии, Сербии, Македонии, Франции, Великобритании, США, Аргентине, Испании, Швейцарии, Киргизии и других странах. Перу Крогиуса принадлежит несколько сотен научных, теоретических и публицистических статей, он вёл постоянные рубрики в журнале «Клуб» (1990—1998) и двух федеральных газетах — «Правда» и «Советская Россия».

## Семья
В 1959 году Николай Владимирович Крогиус женился на Ирине Владимировной Гордеевой (род. 3 марта 1940). В браке родились две дочери — Ольга и Мария.
В начале 2009 года Николай и Ирина Крогиус получили поздравление по случаю Золотой свадьбы от супруги президента США Мишель Обамы.